# Vláda Karla von Stremayra
Vláda Karla von Stremayra byla předlitavská vláda, úřadující od 18. února do 12. srpna 1879. Kabinet, který vystřídal vládu Adolfa von Auersperga, sice sestavil Karl von Stremayr, klíčovou roli však v něm hrál ministr vnitra Eduard von Taaffe, který si po volbách do Říšské rady na jaře 1879 dokázal získat podporu konzervativních proudů v parlamentů (mj. české státoprávní i ústavověrné šlechty), až nakonec sestavil svou vlastní vládu.

## Složení vlády
| Resort                              | Ministr                       | Nástup do funkce | Konec funkce   |
| ----------------------------------- | ----------------------------- | ---------------- | -------------- |
| ministerský předseda                | Karl von Stremayr             | 15. února 1879   | 12. srpna 1879 |
| ministr zemědělství                 | Hieronymus Mannsfeld          | 15. února 1879   | 12. srpna 1879 |
| ministr obchodu                     | Johann von Chlumecký          | 15. února 1879   | 12. srpna 1879 |
| ministr kultu a vyučování           | Karl von Stremayr             | 15. února 1879   | 12. srpna 1879 |
| ministr financí                     | Sisinio de Pretis             | 15. února 1879   | 12. srpna 1879 |
| ministr vnitra                      | Eduard von Taaffe             | 15. února 1879   | 12. srpna 1879 |
| ministr spravedlnosti               | Julius Glaser                 | 15. února 1879   | 12. srpna 1879 |
| ministr zeměbrany                   | Julius von Horst              | 15. února 1879   | 12. srpna 1879 |
| ministr pro haličské záležitosti    | Florian Ziemiałkowski         | 15. února 1879   | 12. srpna 1879 |
| společní ministři Rakouska-Uherska: |                               |                  |                |
| * ministr zahraničí                 | Gyula Andrassy                | 15. února 1879   | 12. srpna 1879 |
| * ministr války                     | Artur M. von Bylandt-Rheidt   | 15. února 1879   | 12. srpna 1879 |
| * ministr financí                   | Leopold Friedrich von Hofmann | 15. února 1879   | 12. srpna 1879 |